# Volley Milano 2023-2024
Questa voce raccoglie le informazioni riguardanti il Volley Milano nelle competizioni ufficiali della stagione 2023-2024.

## Stagione
Nella stagione 2023-24 il Volley Milano assume la denominazione sponsorizzata di Mint Vero Volley Monza.
Partecipa per la tredicesima volta alla Superlega: chiude la regular season di campionato al quinto posto in classifica, accedendo per i play-off scudetto, dove arriva fino alla serie finale dove viene sconfitta dalla Sir Safety Perugia.
A seguito del quarto posto in classifica al termine del girone di andata, si qualifica per la Coppa Italia: perde la finale contro la Sir Safety Perugia.
Grazie ai risultati ottenuti nella stagione 2022-23 disputa la Challenge Cup: dopo aver ottenuto tutte vittorie nei sedicesimi di finale, ottavi di finale, quarti di finali e semifinali, perde entrambe le gare della finale contro il Projekt Warszawa.

## Organigramma societario
Area direttiva
- Presidente: Alessandra Marzari
- Vicepresidente: Ilaria Conciato, Alberto Zucchi
- Team manager: Laura Ferro, Roberta Fusi
- Direttore sportivo: Claudio Bonati
- Direttore generale: Ilaria Conciato
- Vicedirettore generale: Silvia Fortunato
- Dirigente: Simone Sardanelli

Area tecnica
- Allenatore: Massimo Eccheli
- Allenatore in seconda: Giuseppe Ambrosio
- Assistente allenatore: Francesco Oleni
- Scout man: Antonio Mariano
- Assistente tattico: Carlo Simonelli

Area comunicazione
- Ufficio stampa: Niccolò Aranella
- Area comunicazione: Dario Keller
- Social media manager: Giovanni Paini, Andrea Torelli
- Responsabile eventi: Elisa Barni

Area marketing
- Ufficio marketing: Alfredo De Martini, Gianpaolo Martire

Area sanitaria
- Medico: Giacomo Dughiero, Margherita Rigillo
- Fisioterapista: Federico Aoli
- Preparatore atletico: Pietro Muneratti
- Psicologo: Barbara Rossi
- Nutrizionista: Nicolò Scaglione

## Rosa
| N° | Nome                | Ruolo | Data di nascita   | Nazionalità sportiva |
| -- | ------------------- | ----- | ----------------- | -------------------- |
| 1  | Petar Višić         | P     | 11 febbraio 1998  | Croazia              |
| 4  | Eric Loeppky        | S     | 1º agosto 1998    | Canada               |
| 6  | Francesco Comparoni | C     | 22 giugno 2001    | Italia               |
| 7  | Stephen Maar        | S     | 6 dicembre 1994   | Canada               |
| 8  | Nik Mujanović       | O     | 14 ottobre 2004   | Slovenia             |
| 9  | Ibrahim Lawani      | O     | 15 settembre 2001 | Francia              |
| 10 | Flavio Morazzini    | L     | 10 maggio 2005    | Italia               |
| 11 | Gianluca Galassi    | C     | 24 luglio 1997    | Italia               |
| 12 | Ran Takahashi       | S     | 2 settembre 2001  | Giappone             |
| 13 | Thomas Beretta      | C     | 18 aprile 1990    | Italia               |
| 14 | Fernando Kreling    | P     | 13 gennaio 1996   | Brasile              |
| 18 | Gabriele Di Martino | C     | 20 luglio 1997    | Italia               |
| 20 | Marco Gaggini       | L     | 7 aprile 2002     | Italia               |
| 31 | Arthur Szwarc       | O     | 30 marzo 1995     | Canada               |

## Mercato
| Acquisti                               | Acquisti            | Acquisti          | Acquisti      |
| R.                                     | Nome                | da                | Modalità      |
| -------------------------------------- | ------------------- | ----------------- | ------------- |
| C                                      | Francesco Comparoni | Porto Robur Costa | fine prestito |
| L                                      | Marco Gaggini       | Verona            | fine prestito |
| O                                      | Ibrahim Lawani      | Prisma Taranto    | definitivo    |
| S                                      | Eric Loeppky        | Prisma Taranto    | definitivo    |
| L                                      | Flavio Morazzini    | Fenice Roma       | definitivo    |
| S                                      | Ran Takahashi       | Padova            | definitivo    |
| Trasferimenti nel corso della stagione |                     |                   |               |
| O                                      | Nik Mujanović       | Kamnik            | definitivo    |

| Cessioni                               | Cessioni             | Cessioni         | Cessioni    |
| R.                                     | Nome                 | a                | Modalità    |
| -------------------------------------- | -------------------- | ---------------- | ----------- |
| S                                      | Uladzislaŭ Davyskiba | Modena           | definitivo  |
| L                                      | Filippo Federici     | Modena           | definitivo  |
| O                                      | György Grozer        | Arkas            | definitivo  |
| S                                      | Lorenzo Magliano     | Libertas Brianza | definitivo  |
| S                                      | Luka Marttila        | Montpellier      | prestito    |
| L                                      | Matteo Pirazzoli     | Bari             | definitivo  |
| C                                      | Gianluca Rossi       | Libertas Brianza | definitivo  |
| P                                      | Jan Zimmermann       | Galatasaray      | definitivo  |
| Trasferimenti nel corso della stagione |                      |                  |             |
| O                                      | Ibrahim Lawani       | -                | rescissione |

## Risultati

### Superlega

#### Girone di andata
| 1ª giornata - 22 ottobre 2023 PalaCivitanova, Civitanova Marche            | Lube                 | 0 - 3 | Milano             | 23-25, 21-25, 22-25               |
| 2ª giornata - 29 ottobre 2023 Arena di Monza, Monza                        | Milano               | 0 - 3 | Sir Safety Perugia | 23-25, 30-32, 22-25               |
| 3ª giornata - 5 novembre 2023 PalaPanini, Modena                           | Modena               | 0 - 3 | Milano             | 19-25, 19-25, 19-25               |
| 4ª giornata - 12 novembre 2023 Arena di Monza, Monza                       | Milano               | 3 - 0 | Prisma Taranto     | 25-14, 25-10, 25-17               |
| 5ª giornata - 8 novembre 2023 PalaOlimpia, Verona                          | Verona               | 1 - 3 | Milano             | 20-25, 25-23, 22-25, 20-25        |
| 6ª giornata - 19 novembre 2023 PalaTrento, Trento                          | Trentino             | 3 - 1 | Milano             | 19-25, 25-22, 25-23, 25-23        |
| 7ª giornata - 26 novembre 2023 Arena di Monza, Monza                       | Milano               | 3 - 2 | You Energy         | 22-25, 25-21, 19-25, 25-20, 15-12 |
| 8ª giornata - 4 dicembre 2023 Arena di Monza, Monza                        | Milano               | 0 - 3 | Powervolley Milano | 16-25, 18-25, 18-25               |
| 9ª giornata - 10 dicembre 2023 PalaCatania, Catania                        | Saturnia Acicastello | 1 - 3 | Milano             | 16-25, 25-22, 12-25, 18-25        |
| 10ª giornata - 17 dicembre 2023 Arena di Monza, Monza                      | Milano               | 3 - 0 | Padova             | 25-21, 25-21, 25-21               |
| 11ª giornata - 26 dicembre 2023 Palazzetto dello Sport, Cisterna di Latina | Cisterna             | 3 - 1 | Milano             | 25-18, 25-20, 21-25, 25-22        |

#### Girone di ritorno
| 12ª giornata - 30 dicembre 2023 Arena di Monza, Monza  | Milano             | 1 - 3 | Lube                 | 27-25, 21-25, 22-25, 23-25        |
| 13ª giornata - 7 gennaio 2024 PalaEvangelisti, Perugia | Sir Safety Perugia | 3 - 0 | Milano               | 25-21, 25-21, 25-21               |
| 14ª giornata - 14 gennaio 2024 Arena di Monza, Monza   | Milano             | 2 - 3 | Modena               | 18-25, 20-25, 25-18, 25-23, 13-15 |
| 15ª giornata - 21 gennaio 2024 PalaMazzola, Taranto    | Prisma Taranto     | 1 - 3 | Milano               | 20-25, 25-21, 22-25, 22-25        |
| 16ª giornata - 24 gennaio 2024 Arena di Monza, Monza   | Milano             | 2 - 3 | Verona               | 25-23, 26-24, 23-25, 22-25, 11-15 |
| 17ª giornata - 3 febbraio 2024 Arena di Monza, Monza   | Milano             | 0 - 3 | Trentino             | 12-25, 17-25, 17-25               |
| 18ª giornata - 10 febbraio 2024 PalaBanca, Piacenza    | You Energy         | 2 - 3 | Milano               | 21-25, 25-19, 23-25, 25-20, 11-15 |
| 19ª giornata - 14 febbraio 2024 Palalido, Milano       | Powervolley Milano | 1 - 3 | Milano               | 21-25, 23-25, 25-20, 16-25        |
| 20ª giornata - 17 febbraio 2024 Arena di Monza, Monza  | Milano             | 3 - 0 | Saturnia Acicastello | 25-17, 25-19, 25-17               |
| 21ª giornata - 24 febbraio 2024 PalaSanLazzaro, Padova | Padova             | 1 - 3 | Milano               | 20-25, 18-25, 25-23, 13-25        |
| 22ª giornata - 3 marzo 2024 Arena di Monza, Monza      | Milano             | 3 - 0 | Cisterna             | 25-22, 25-22, 25-18               |

#### Play-off scudetto
| Quarti di finale (gara 1) - 6 marzo 2024 PalaCivitanova, Civitanova Marche  | Lube               | 1 - 3 | Milano             | 26-28, 25-20, 11-25, 20-25        |
| Quarti di finale (gara 2) - 10 marzo 2024 Arena di Monza, Monza             | Milano             | 3 - 1 | Lube               | 24-26, 25-18, 25-21, 25-20        |
| Quarti di finale (gara 3) - 17 marzo 2024 PalaCivitanova, Civitanova Marche | Lube               | 3 - 2 | Milano             | 21-25, 30-28, 21-25, 25-22, 15-11 |
| Quarti di finale (gara 4) - 24 marzo 2024 Arena di Monza, Monza             | Milano             | 2 - 3 | Lube               | 18-25, 25-23, 22-25, 25-18, 13-15 |
| Quarti di finale (gara 5) - 27 marzo 2024 PalaCivitanova, Civitanova Marche | Lube               | 1 - 3 | Milano             | 23-25, 23-25, 25-20, 22-25        |
| Semifinali (gara 1) - 31 marzo 2024 PalaTrento, Trento                      | Trentino           | 3 - 0 | Milano             | 27-25, 25-20, 25-22               |
| Semifinali (gara 2) - 3 aprile 2024 Arena di Monza, Monza                   | Milano             | 1 - 3 | Trentino           | 15-25 25-21 18-25 18-25           |
| Semifinali (gara 3) - 7 aprile 2024 PalaTrento, Trento                      | Trentino           | 2 - 3 | Milano             | 26-24, 22-25, 25-27, 27-25, 13-15 |
| Semifinali (gara 4) - 11 aprile 2024 Arena di Monza, Monza                  | Milano             | 3 - 1 | Trentino           | 22-25, 25-23, 25-23, 25-11        |
| Semifinali (gara 5) - 14 aprile 2024 PalaTrento, Trento                     | Trentino           | 2 - 3 | Milano             | 18-25, 22-25, 25-23, 26-24, 15-17 |
| Finale (gara 1) - 18 aprile 2024 PalaEvangelisti, Perugia                   | Sir Safety Perugia | 3 - 1 | Milano             | 27-25, 25-18, 23-25, 25-23        |
| Finale (gara 2) - 21 aprile 2024 Arena di Monza, Monza                      | Milano             | 3 - 2 | Sir Safety Perugia | 25-20, 23-25, 21-25, 25-19, 15-11 |
| Finale (gara 3) - 25 aprile 2024 PalaEvangelisti, Perugia                   | Sir Safety Perugia | 3 - 1 | Milano             | 25-15, 25-18, 24-26, 25-19        |
| Finale (gara 4) - 28 aprile 2024 Arena di Monza, Monza                      | Milano             | 1 - 3 | Sir Safety Perugia | 25-19, 23-25, 25-27, 20-25        |

### Coppa Italia
| Quarti di finale - 3 gennaio 2024 Arena di Monza, Monza        | Milano             | 3 - 1 | Lube   | 31-33, 25-20, 25-15, 25-23       |
| Semifinale - 27 gennaio 2024 Unipol Arena, Casalecchio di Reno | Trentino           | 2 - 3 | Milano | 25-23, 13-25, 25-23, 23-25, 9-15 |
| Finale - 28 gennaio 2024 Unipol Arena, Casalecchio di Reno     | Sir Safety Perugia | 3 - 1 | Milano | 22-25, 25-21, 25-15, 25-23       |

### Challenge Cup
| Sedicesimi di finale (andata) - 23 novembre 2023 Pavilhão João Rocha, Lisbona  | Sporting Lisbona | 2 - 3 | Milano           | 23-25, 19-25, 25-22, 25-23, 12-15 |
| Sedicesimi di finale (ritorno) - 29 novembre 2023 Arena di Monza, Monza        | Milano           | 3 - 0 | Sporting Lisbona | 29-27, 25-18, 25-17               |
| Ottavi di finale (andata) - 13 dicembre 2023 P. Gazgas Competition Hall, Atene | Panathīnaïkos    | 2 - 3 | Milano           | 25-21, 18-25, 25-22, 18-25, 9-15  |
| Ottavi di finale (ritorno) - 21 dicembre 2023 Arena di Monza, Monza            | Milano           | 3 - 0 | Panathīnaïkos    | 25-15, 27-25, 25-17               |
| Quarti di finale (andata) - 9 gennaio 2024 Sportna zala Levski Sofia, Sofia    | Levski Sofia     | 0 - 3 | Milano           | 22-25, 23-25, 13-25               |
| Quarti di finale (ritorno) - 17 gennaio 2024 Arena di Monza, Monza             | Milano           | 3 - 0 | Levski Sofia     | 25-21, 25-12, 25-21               |
| Semifinali (andata) - 31 gennaio 2024 Arena di Monza, Monza                    | Milano           | 3 - 0 | Galatasaray      | 25-17, 25-14, 25-16               |
| Semifinali (ritorno) - 6 febbraio 2024 Burhan Felek Spor Salonu, Istanbul      | Galatasaray      | 2 - 3 | Milano           | 16-25, 20-25, 25-21, 25-22, 12-15 |
| Finale (andata) - 21 febbraio 2024 Hala Torwar, Varsavia                       | Projekt Warszawa | 3 - 1 | Milano           | 25-18, 21-25, 25-18, 25-19        |
| Finale (ritorno) - 27 febbraio 2024 Arena di Monza, Monza                      | Milano           | 1 - 3 | Projekt Warszawa | 25-27, 16-25, 25-17, 22-25        |

## Statistiche

### Statistiche di squadra
| Competizione  | Punti | In casa | In casa | In casa | In trasferta | In trasferta | In trasferta | Totale | Totale | Totale |
| Competizione  | Punti | G       | V       | P       | G            | V            | P            | G      | V      | P      |
| ------------- | ----- | ------- | ------- | ------- | ------------ | ------------ | ------------ | ------ | ------ | ------ |
| Superlega     | 39    | 17      | 8       | 9       | 19           | 12           | 7            | 36     | 20     | 16     |
| Coppa Italia  | -     | 1       | 1       | 0       | 0            | 0            | 0            | 3      | 2      | 1      |
| Challenge Cup | -     | 5       | 4       | 1       | 5            | 4            | 1            | 10     | 8      | 2      |
| Totale        | -     | 23      | 13      | 10      | 24           | 16           | 8            | 49     | 30     | 19     |

G = partite giocate; V = partite vinte; P = partite perse

### Statistiche dei giocatori
| Giocatore     | Superlega | Superlega | Superlega | Superlega | Superlega | Coppa Italia | Coppa Italia | Coppa Italia | Coppa Italia | Coppa Italia | Challenge Cup | Challenge Cup | Challenge Cup | Challenge Cup | Challenge Cup | Totale | Totale | Totale | Totale | Totale |
| Giocatore     | P         | PT        | AV        | MV        | BV        | P            | PT           | AV           | MV           | BV           | P             | PT            | AV            | MV            | BV            | P      | PT     | AV     | MV     | BV     |
| ------------- | --------- | --------- | --------- | --------- | --------- | ------------ | ------------ | ------------ | ------------ | ------------ | ------------- | ------------- | ------------- | ------------- | ------------- | ------ | ------ | ------ | ------ | ------ |
| T. Beretta    | 25        | 11        | 11        | 0         | 0         | 1            | 0            | 0            | 0            | 0            | 9             | 37            | 24            | 12            | 1             | 35     | 48     | 35     | 12     | 1      |
| F. Comparoni  | 2         | 2         | 0         | 1         | 1         | 0            | 0            | 0            | 0            | 0            | 4             | 9             | 7             | 1             | 1             | 6      | 11     | 7      | 2      | 2      |
| G. Di Martino | 35        | 223       | 149       | 66        | 8         | 3            | 22           | 15           | 7            | 0            | 8             | 44            | 28            | 14            | 2             | 46     | 289    | 192    | 87     | 10     |
| M. Gaggini    | 36        | 0         | 0         | 0         | 0         | 3            | 0            | 0            | 0            | 0            | 10            | 0             | 0             | 0             | 0             | 49     | 0      | 0      | 0      | 0      |
| G. Galassi    | 36        | 302       | 203       | 65        | 34        | 3            | 40           | 22           | 10           | 8            | 9             | 51            | 27            | 11            | 13            | 48     | 393    | 252    | 86     | 55     |
| F. Kreling    | 35        | 51        | 17        | 18        | 16        | 3            | 2            | 1            | 0            | 1            | 10            | 14            | 3             | 7             | 4             | 48     | 67     | 21     | 25     | 21     |
| I. Lawani     | 1         | 0         | 0         | 0         | 0         | -            | -            | -            | -            | -            | -             | -             | -             | -             | -             | 1      | 0      | 0      | 0      | 0      |
| E. Loeppky    | 35        | 387       | 322       | 29        | 36        | 3            | 34           | 26           | 5            | 3            | 10            | 131           | 100           | 13            | 18            | 48     | 552    | 448    | 47     | 57     |
| S. Maar       | 33        | 518       | 434       | 47        | 37        | 3            | 38           | 36           | 1            | 1            | 9             | 78            | 62            | 8             | 8             | 45     | 634    | 532    | 56     | 46     |
| F. Morazzini  | 6         | 0         | 0         | 0         | 0         | 1            | 0            | 0            | 0            | 0            | 5             | 0             | 0             | 0             | 0             | 12     | 0      | 0      | 0      | 0      |
| N. Mujanović  | 21        | 18        | 15        | 2         | 1         | 2            | 2            | 2            | 0            | 0            | 8             | 67            | 59            | 4             | 4             | 31     | 87     | 76     | 6      | 5      |
| A. Szwarc     | 36        | 423       | 365       | 42        | 16        | 3            | 62           | 51           | 10           | 1            | 8             | 112           | 97            | 7             | 8             | 47     | 597    | 513    | 59     | 25     |
| R. Takahashi  | 34        | 420       | 361       | 20        | 39        | 1            | 15           | 12           | 0            | 3            | 6             | 75            | 61            | 5             | 9             | 41     | 510    | 434    | 25     | 51     |
| P. Višić      | 28        | 1         | 0         | 1         | 0         | 2            | 0            | 0            | 0            | 0            | 9             | 5             | 1             | 3             | 1             | 39     | 6      | 1      | 4      | 1      |

P = presenze; PT = punti totali; AV = attacchi vincenti; MV = muri vincenti; BV = battute vincenti